# Blackburn Triplane
Blackburn Triplane là một loại máy bay tiêm kích của Anh, được thiết kế đặc biệt để tiêu diệt loại máy bay ném bom Zeppelin của Đức.

## Tính năng kỹ chiến thuật
Dữ liệu lấy từ Jackson 1968, tr. 101
Đặc điểm tổng quát
- Kíp lái: 1
- Chiều dài: 21 ft 5¼ in (6.53 m)
- Sải cánh: 24 ft 0 in (7.32 m)
- Chiều cao: 8 ft 6 in (2.59 m)
- Diện tích cánh: 221 ft2 (20.5 m2)
- Động cơ: 1 × Gnome, 100 hp (75 kW) mỗi chiếc

Hiệu suất bay
- Vận tốc cực đại: 115[1] mph (185 km/h)
- Thời gian bay: 3[2] giờ